# Otophryne
Otophryne é um gênero de anfíbios da família Microhylidae.
As seguintes espécies são reconhecidas:
- Otophryne pyburni Campbell & Clarke, 1998
- Otophryne robusta Boulenger, 1900
- Otophryne steyermarki Rivero, 1968